# Buck Dharma
Buck Dharma, vlastním jménem Donald Bruce Roeser, (* 12. listopadu 1947) je americký zpěvák a kytarista. V roce 1967 založil kapelu Soft White Underbelly, později známou jako Blue Öyster Cult. Je jediným stálým členem kapely, který v ní hraje od roku 1967 (druhým nejdéle sloužícím je Eric Bloom, který přišel v roce 1969). Je autorem největších hitů kapely – „(Don't Fear) The Reaper“, „Godzilla“ a „Burnin' for You“. V roce 1982 vydal sólové album Flat Out, žádné další sólové nahrávky však již nenásledovaly. Svůj pseudonym Buck Dharma začal používat koncem šedesátých let. Manažer kapely tehdy přišel s nápadem, že by každý člen mohl být stage name. Jediný, kdo souhlasil, byl právě Roeser.